# Al Lane
Alfred Page Lane, detto Al (New York, 26 settembre 1891 – Larchmont, 2 ottobre 1965), è stato un tiratore a segno statunitense.

## Palmarès
Olimpiadi
- 6 medaglie:
  - 5 ori (pistola militare individuale a Stoccolma 1912, pistola libera individuale a Stoccolma 1912, pistola libera a squadre a Stoccolma 1912, pistola militare a squadre a Anversa 1920, pistola libera a squadre a Anversa 1920)
  - 1 bronzo (pistola libera individuale a Anversa 1920).

Mondiali
- 3 medaglie:
  - 1 oro (pistola 50 metri a squadre a Campo Perry 1913)
  - 1 argento (pistola 50 metri individuale a Campo Perry 1913)
  - 1 bronzo (pistola 50 metri a squadre a Milano 1922).